# Villeneuve-lès-Bouloc
Villeneuve-lès-Bouloc är en kommun i departementet Haute-Garonne i regionen Occitanien i södra Frankrike. Kommunen ligger i kantonen Fronton som tillhör arrondissementet Toulouse. År 2022 hade Villeneuve-lès-Bouloc 1 687 invånare.

## Befolkningsutveckling
Antalet invånare i kommunen Villeneuve-lès-Bouloc

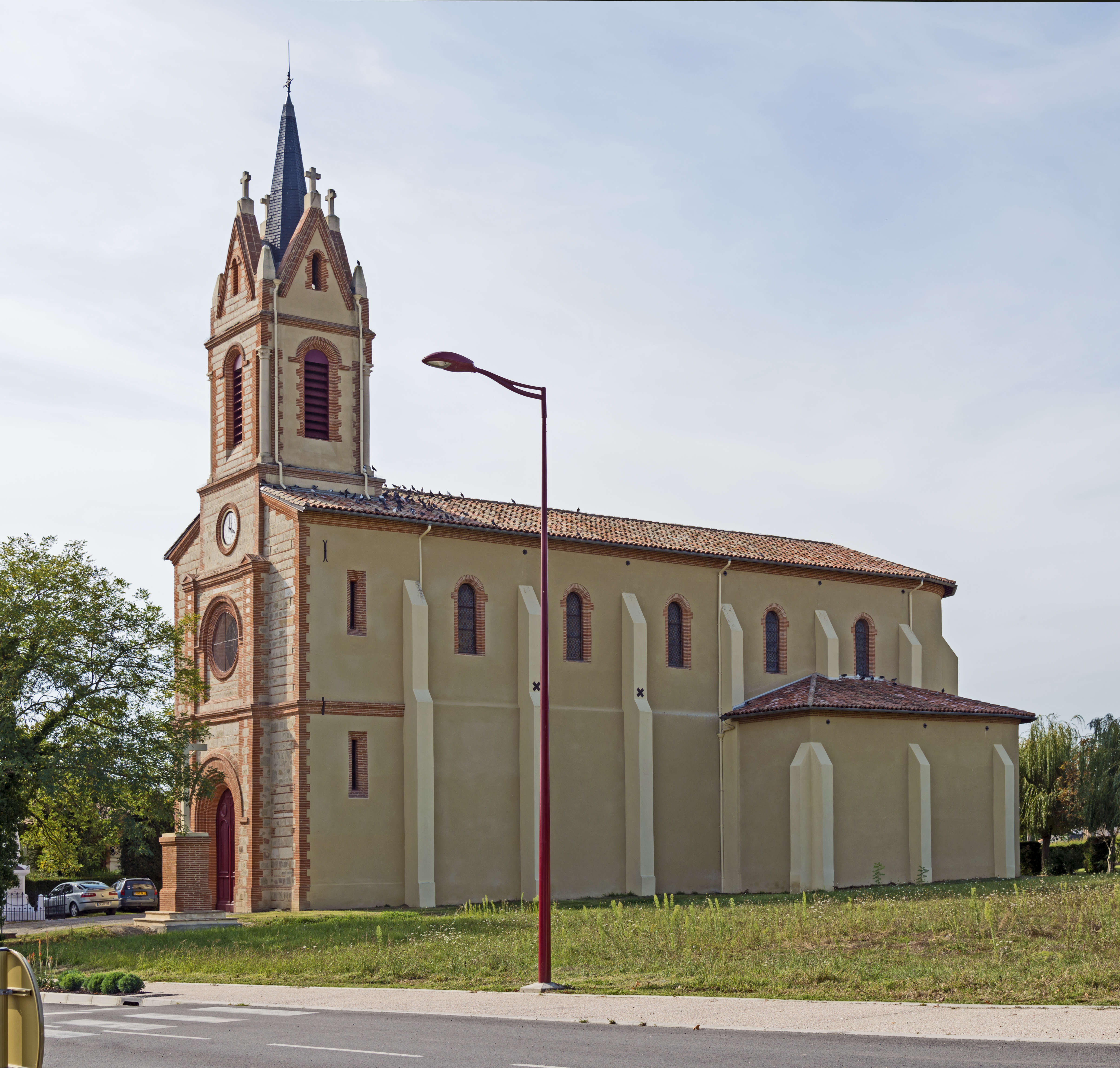
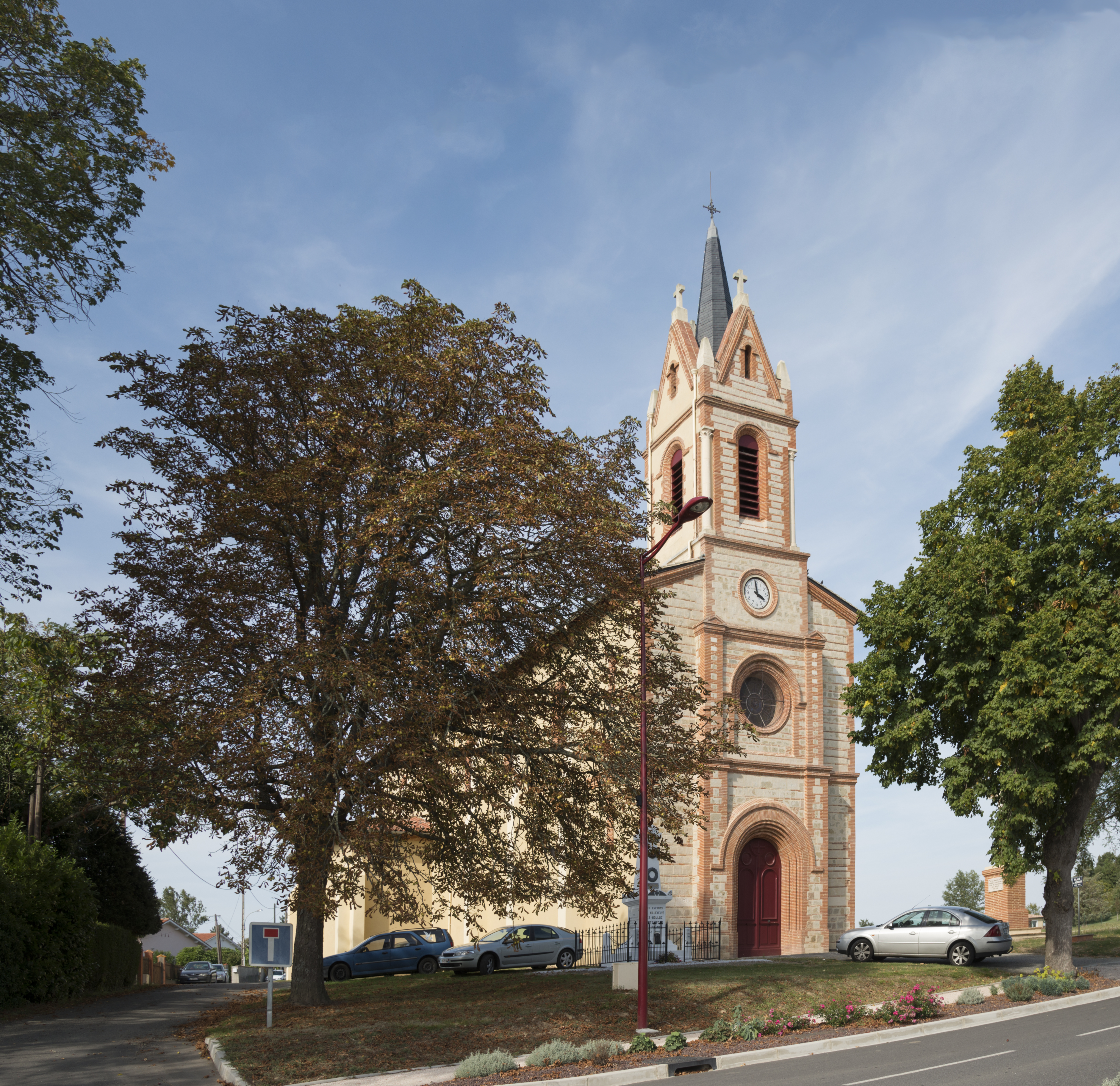
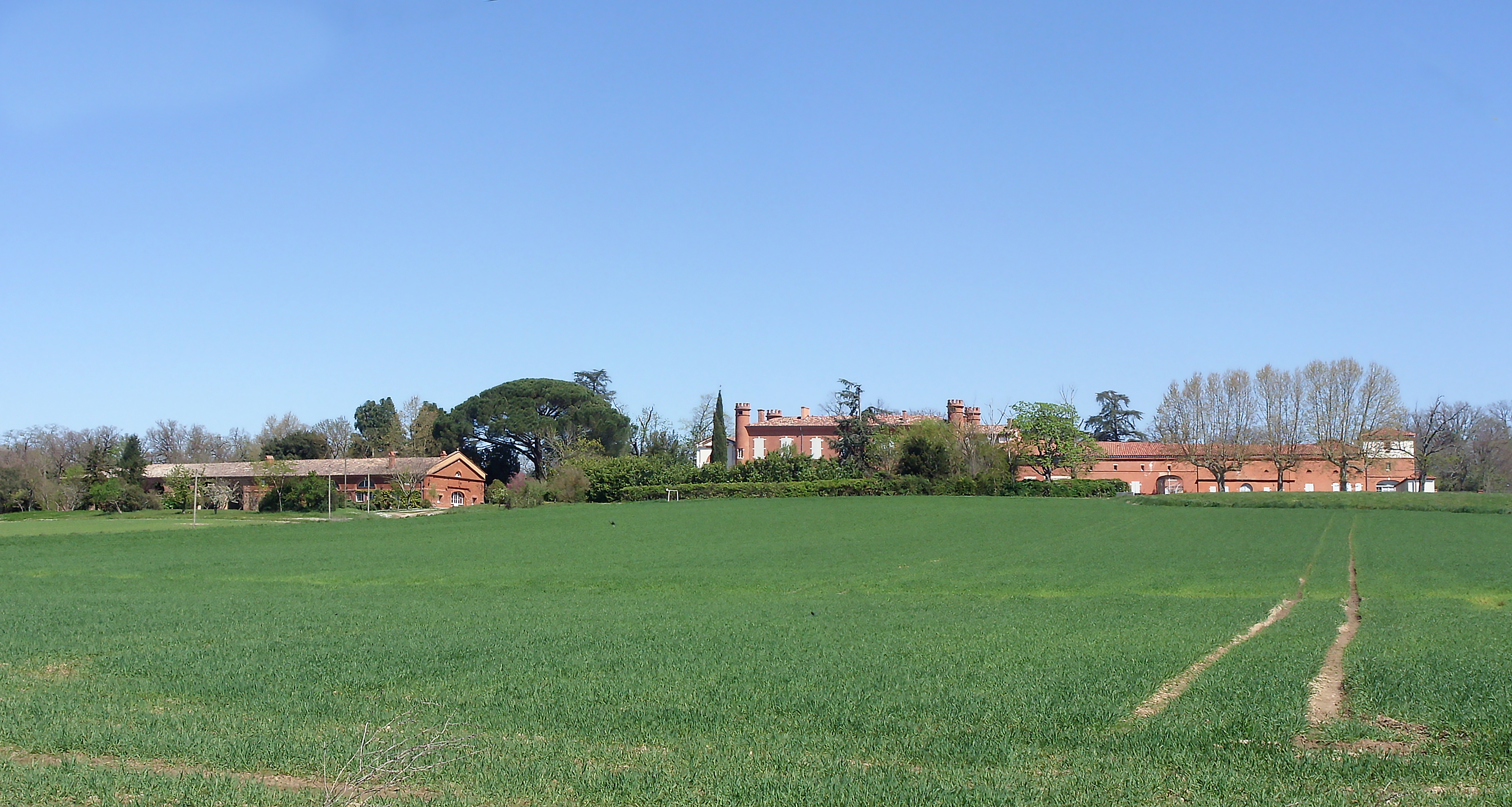

Referens:INSEE